# Michel Sittow
Michel Sittow, también denominado Maestro Michiel, Mychel Flamenco, Melchior Alemán, y otras variantes con los nombres Michiel, Miguel, Michael, etc. (1468/9–1525/6), fue un pintor flamenco nacido y muerto en Tallin (Reval), en Estonia; por entonces una de las ciudades de la Liga Hanseática. Durante la mayor parte de su vida artística fue pintor de cámara para los Reyes Católicos de España y los Habsburgo hispano-germano-flamencos.

## Biografía
Nació en 1468 o 1469, en una familia acomodada. Su padre fue el pintor y grabador flamenco Clawes van der Sittow (o Claes Suttow) y su madre Margarethe Molner (Mölnare), una finlandesa de habla sueca, hija de una familia de ricos mercaderes. Era el mayor de tres hermanos, seguido por Clawes and Jasper.
En principio, inició el aprendizaje con su propio padre, que ocupaba el cargo de asesor de la Guilda de Kanut entre 1479 y su muerte en 1482. A partir de entonces fue a continuarlo, de 1484 a 1488, con Hans Memling en Brujas, el principal centro de arte flamenco en la época. No obstante, no alcanzó la categoría de maestro en el gremio de pintores de esa localidad.
Tras haberse iniciado en el oficio de retratista, viajó a Italia.
Desde 1492 Sittow trabajó en Toledo para Isabel la Católica como pintor de cámara, junto a otros pintores procedentes de diversas partes de Europa.

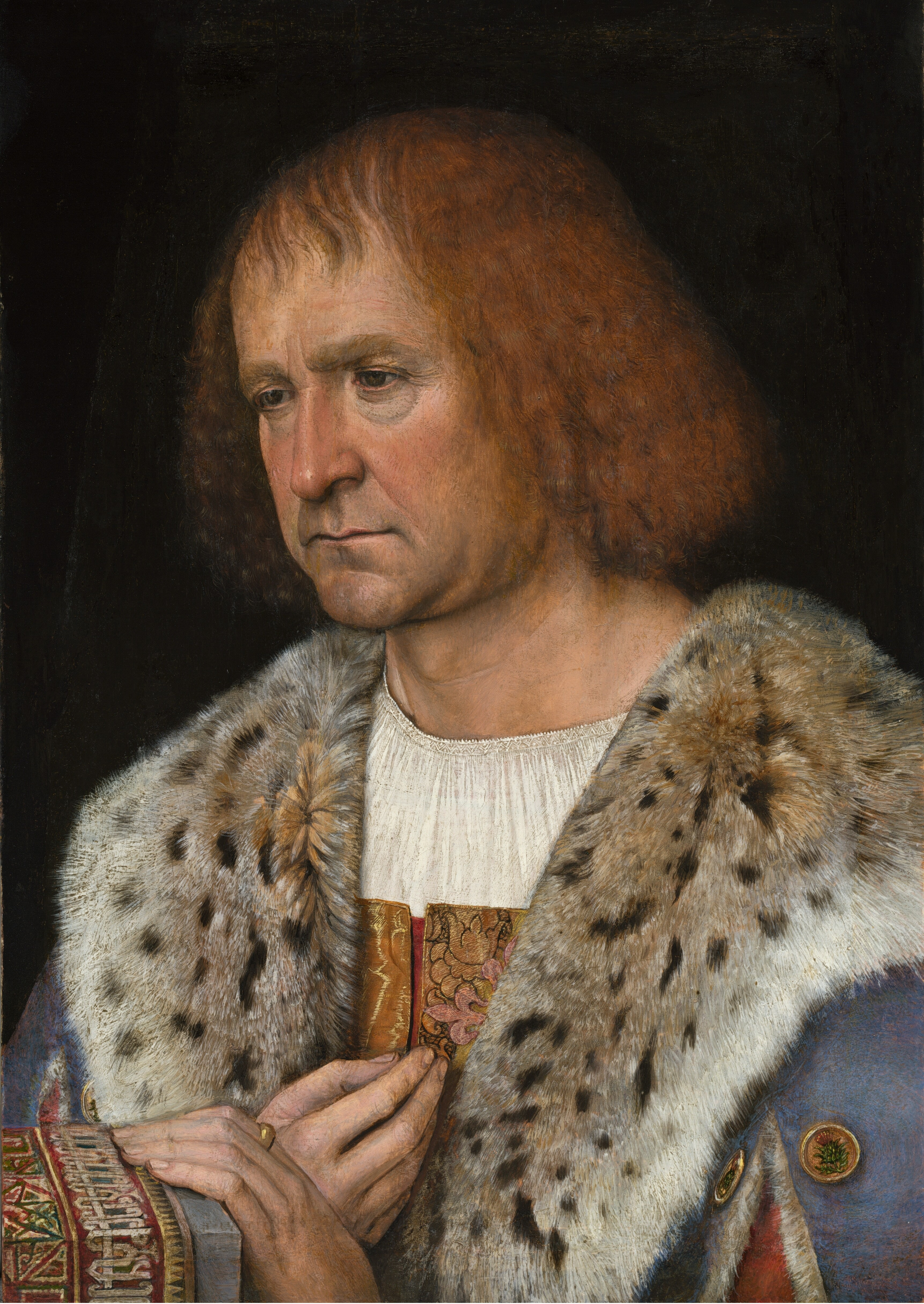
Retrato de Diego de Guevara, ca. 1517, National Gallery of Art, Washington D. C.

Michael Sittow era conocido en la corte castellana como Melchior Alemán, aunque en las cartas intercambiadas con el Emperador Maximiliano I de Habsburgo y la Archiduquesa Margarita de Austria se le denomina Mychel Flamenco. Sittow era el pintor mejor pagado de la corte (50 000 maravedís anuales, mientras que Juan de Flandes, el segundo mejor pagado recibía 20 000). Sittow colaboró con Juan de Flandes en una serie de pequeños paneles sobre la vida de Cristo y la vida de la Virgen (Retablo de Isabel la Católica), también encargo de la reina Isabel.
Oficialmente Sittow trabajó para Isabel hasta la muerte de esta en 1504, aunque ya había salido dos años antes de España, y presumiblemente estaba trabajando en Flandes para Felipe el Hermoso, casado con Juana, hija de los Reyes Católicos. Allí pintó un retrato de Filiberto el Bueno, duque de Saboya.
Sittow probablemente visitó Londres entre 1503–05, aunque este viaje no está documentado. Se le considera el autor del retrato de Enrique VII que se conserva en la National Portrait Gallery de Londres, usado más tarde como modelo por Hans Holbein el Joven y otros pintores. La autoría del retrato no ha sido establecida con total certeza.
Se supone que en esta visita habría pintado el retrato conservado en Viena, que representaría a Catalina de Aragón, la hija de los Reyes Católicos ya por entonces viuda de Arturo (príncipe de Gales, hijo de Enrique VII de Inglaterra) y antes de su matrimonio con el futuro Enrique VIII de Inglaterra (hermano del fallecido). 

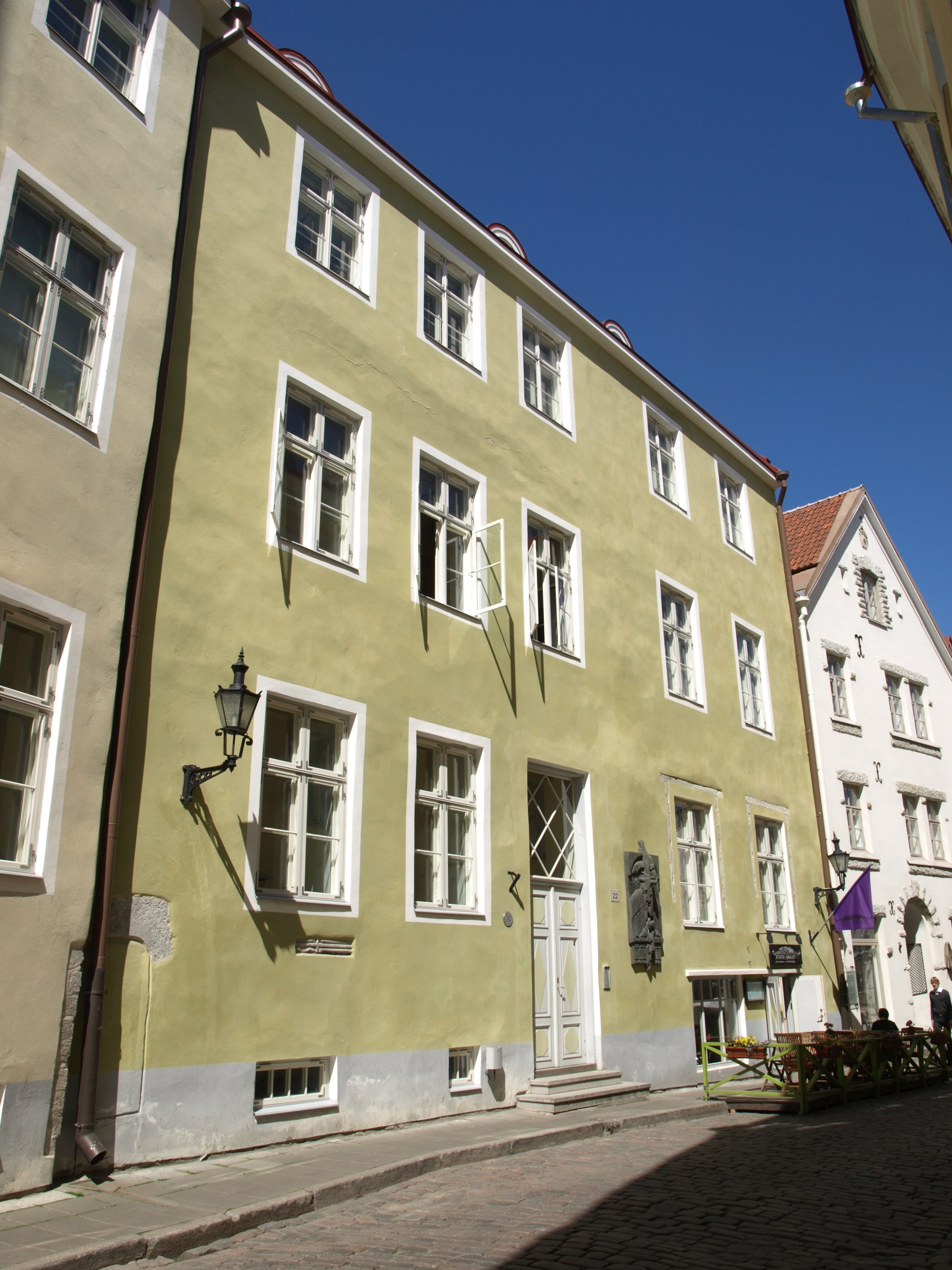
Casa natal de Michel Sittow, una de las que heredó de sus padres. A la derecha de la puerta se encuentra una placa en su memoria.

Cuando Felipe murió, en 1506, Sittow volvió a quedarse sin patrón. En ese mismo año volvió a Reval, donde su padrastro, el vidriero Diderick van Katwijk, administraba las casas familiares desde la muerte de la madre de Michel en 1501. Van Katwijk había viajado a Brabante en aquel año de 1501, ofreciendo un acuerdo sobre las propiedades que Sittow había posteriormente rechazado. El tribunal Reval no apoyó la reclamación de Sittow para obtener su herencia, con lo que apeló al tribunal de Lübeck, donde ganó el pleito. No obstante, no pudo registrar a su nombre las casas en litigio hasta la muerte de su padrastro en 1518.
Michel Sittow ingresó en la Kanutgilde o Kanuti gild (Guilda de Kanut en alemán y estonio), el gremio local de pintores, en 1507, y se casó en 1508. A pesar de su posición como pintor de renombre en varios países europeos, Sittow solo fue admitido como oficial, y se le exigió el cumplimiento del requisito de presentar una obra maestra para lograr la consideración de maestro gremial. Sittow realizó varios encargos para comitentes locales y para la Iglesia de San Pedro de Siuntio, en Finlandia.
En 1514 fue llamado a Copenhague para retratar a Cristián II de Dinamarca. Se pretendía que el retrato fuera un regalo para la prometida de Christian, Isabel de Austria, nieta de la Reina Católica. El cuadro conservado en el Statens Museum for Kunst es probablemente una copia del original hoy perdido, o quizá una réplica del propio Sittow.
Desde Dinamarca viajó a Flandes, donde entró al servicio de Margarita de Austria, por entonces regente de los Países Bajos; y de allí a España, donde volvió al servicio de Fernando el Católico (viudo de Isabel, y que además del reino de Aragón, que gobernaba por derecho propio, había vuelto a reinar en Castilla como regente de su hija Juana, por entonces viuda de Felipe el Hermoso y declarada loca). Muerto Fernando en 1516, Sittow continuó como pintor de la corte de su nieto Carlos I, futuro emperador Carlos V. El aprecio de Carlos por la obra de Sittow, a quien había conocido ya en Flandes, se mantuvo durante toda su vida, y le hizo llevarse consigo varias obras suyas a su retiro de Yuste (una talla en madera de la Virgen y tres pinturas). Puede que la vuelta a España de Sittow estuviera motivada por su pretensión de recobrar algún salario debido de su estancia anterior.
En una fecha indeterminada (entre 1516 y 1518) Michael Sittow volvió a Reval, donde se casó con Dorothie, hija de un mercader llamado Allunsze. Tuvo un hijo, Michel, muerto al poco de nacer. En 1523, Sittow ocupó el cargo de Aldermann (dirigente gremial) de la Guilda de Kanut.
Michael Sittow murió de peste en su ciudad natal entre el 20 de diciembre de 1525 y el 20 de enero de 1526. Su tumba se encuentra en el cementerio del asilo de la Iglesia del Espíritu Santo (Pühavaimu kirik).

## Descubrimiento historiográfico

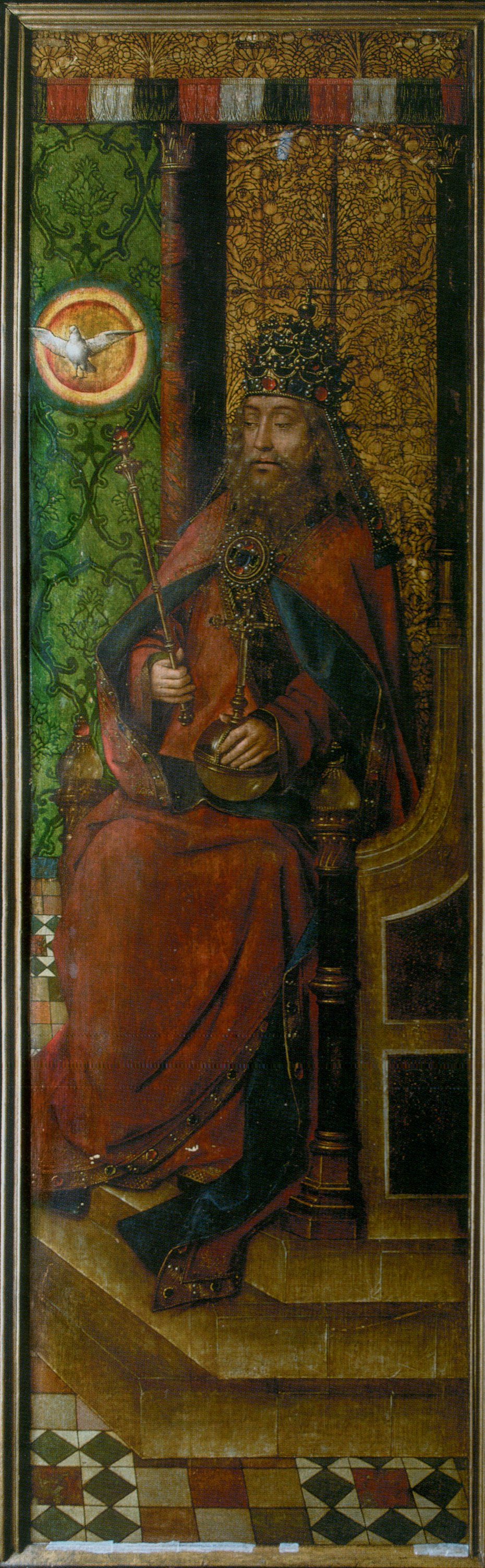
Pasión del altar de la Iglesia de San Nicolás de Tallin.

El nombre de Michael Sittow permaneció casi desconocido en los siglos posteriores a su muerte, hasta que en 1914 Max J. Friedländer formuló la hipótesis de identificación del Maestro Michiel que los documentos españoles daban al pintor de la corte de Isabel la Católica, con el autor del díptico (con la Virgen con el Niño en un ala y un caballero de la Orden de Calatrava en la otra) hallado en la provincia de Burgos. En las décadas siguientes, los historiadores del arte fueron reconstruyendo la carrera artística de ese tal Maestro Michiel en España, Flandes y Dinamarca. No fue hasta 1940 que Paul Johansen, historiador balto-alemán, identificó al Maestro Michiel de los documentos castellanos con el Michael Sittow de los documentos de Reval.

## Estilo
Michael Sittow se especializó en pequeñas obras devocionales y en retratos, que suelen proyectar un aire melancólico. Su estilo quedó altamente influido por el de su maestro Hans Memling, y también muestra influencia de la elegancia de los retratos y la iluminación de manuscritos de Jean Perréal.
Sittow usaba la técnica de la veladura para conseguir sutiles y refinadas armonías cromáticas, combinadas con efectos de luz y una particular sensibilidad en las texturas. E. P. Richardson describió la obra de Sittow como en cierto modo comparable a lo que en una época posterior representó la de Anton van Dyck, con los más finos retratos de su época, vívidos, cándidos, elegantes y reservados.

## Obra
La mayor parte de las pinturas y casi todas las esculturas mencionadas por los documentos como realizadas por Michel Sittow se han perdido. Pocos cuadros conservados en la actualidad pueden atribuírsele con certeza, dados los muchos problemas de atribución en torno a su obra. La mayor parte de la obra de Sittow no está ni firmada ni fechada. La única que puede datarse con seguridad es el Retrato de Christian II de Dinamarca. Aunque su biografía está bien documentada, de entre las más de treinta obras en cuestión, las únicas que pueden adjudicársele sin ninguna duda son dos paneles bastante atípicos de una serie encargada por la reina Isabel y cuya mayor parte fue pintada por Juan de Flandes. La atribución del Retrato de Diego de Guevara (un destacado miembro de la corte Habsburgo-borgoñona, procedente de una noble familia de Santander, muerto en Bruselas en 1520) y de una Virgen con Niño con la que formaba díptico, es casi segura, dado que el hijo ilegítimo de Diego, Felipe de Guevara, menciona el retrato de su padre como de Sittow.
- Virgen con Niño (panel derecho de un díptico). Gemäldegalerie de Berlín
- Retrato de Diego de Guevara (panel izquierdo del mismo díptico). National Gallery of Art, Washington D. C.
- Virgen con Niño y manzana. Szépmüvészeti Múzeum, Budapest
- Retrato de Christian II, Rey de Dinamarca (probablemente copia o quizá réplica). Statens Museum for Kunst, Copenhague
- Retrato de Enrique VII, rey de Inglaterra. National Portrait Gallery, Londres
- Retrato de dama, probablemente Catalina de Aragón. Kunsthistorisches Museum, Viena
- Catalina de Aragón como la Magdalena. Detroit Institute of Arts
- Virgen con el Niño y San Bernardo. Museo Lázaro Galdiano, Madrid
- El hombre de la perla. Galería de las Colecciones Reales, Madrid.
- Retrato de dama. Louvre, París
- Retrato de caballero. Mauritshuis, La Haya.
- Natividad. Kunsthistorisches Museum, Viena
- La Pasión. Iglesia de San Nicolás de Tallin
- Tablas dispersas del retablo de Isabel la Católica:

- Cristo llevando la cruz. Museo Pushkin, Moscú
- Ascensión. Colección privada
- Asunción de la Virgen. National Gallery of Art, Washington D. C.
- Coronación de la Virgen. Louvre, París

## Galería

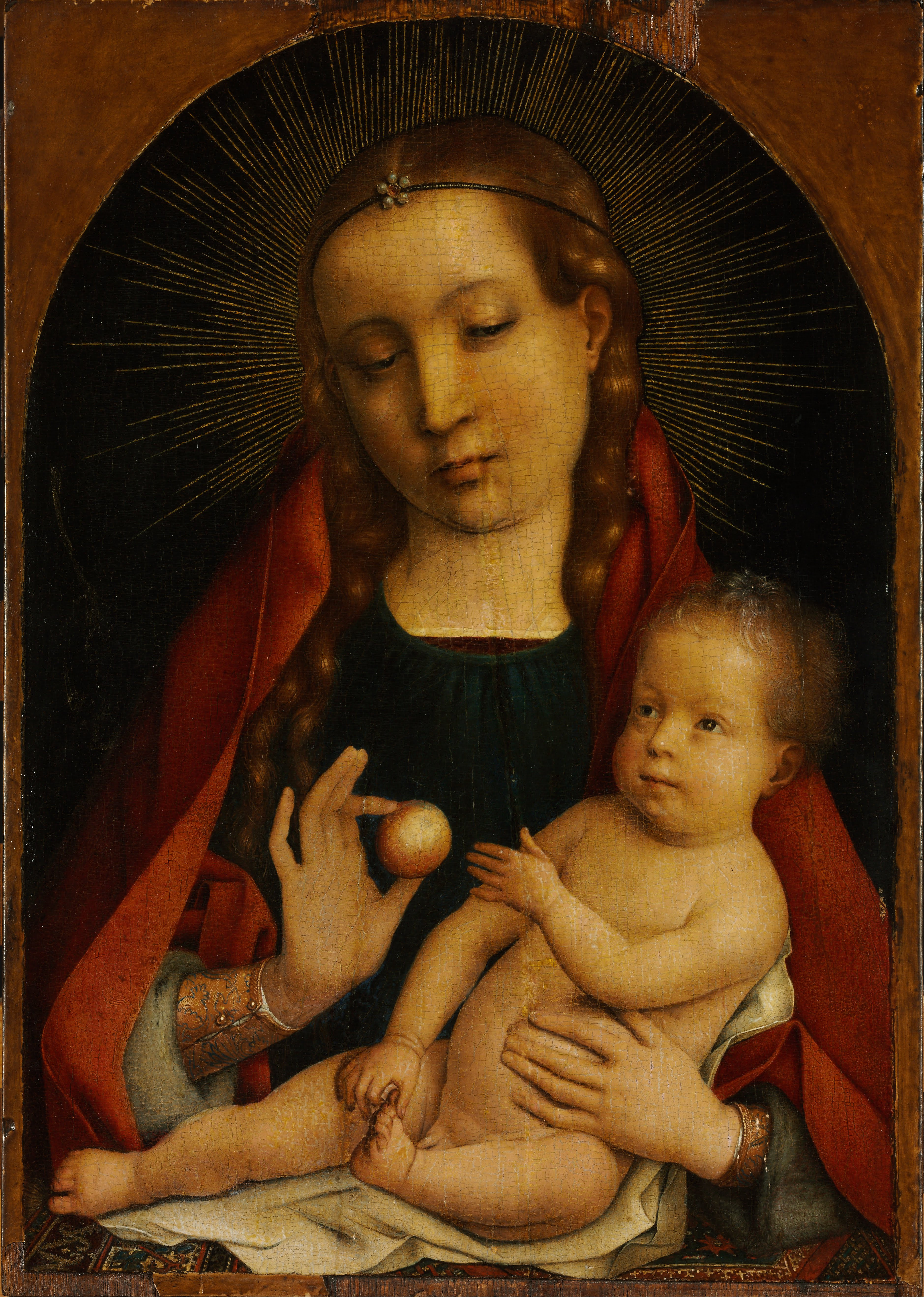
Virgen con Niño y manzana, hacia 1490, Szépművészeti Múzeum, Budapest.
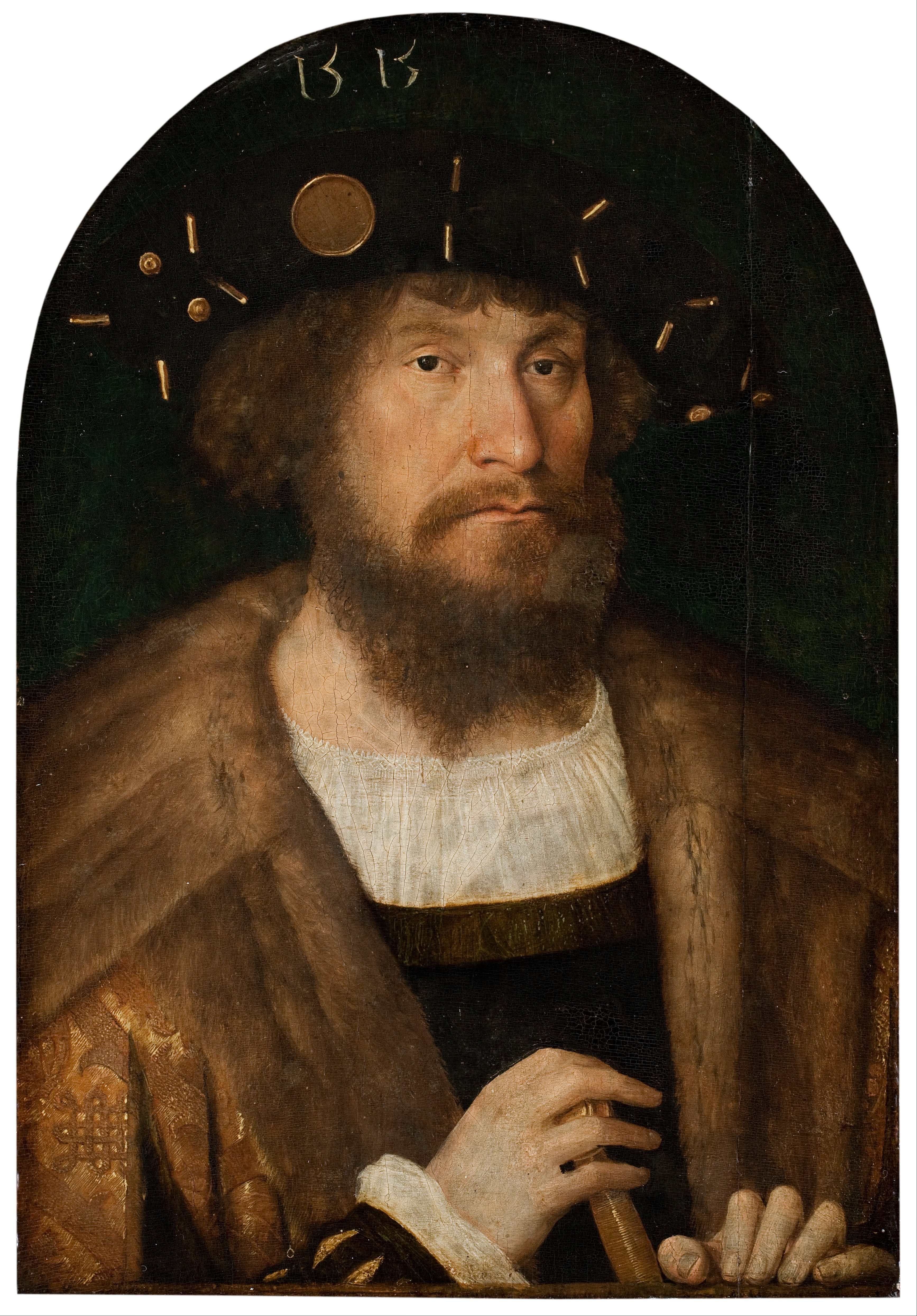
Retrato de Christian II, rey de Dinamarca, 1515, Statens Museum for Kunst, Copenhague.
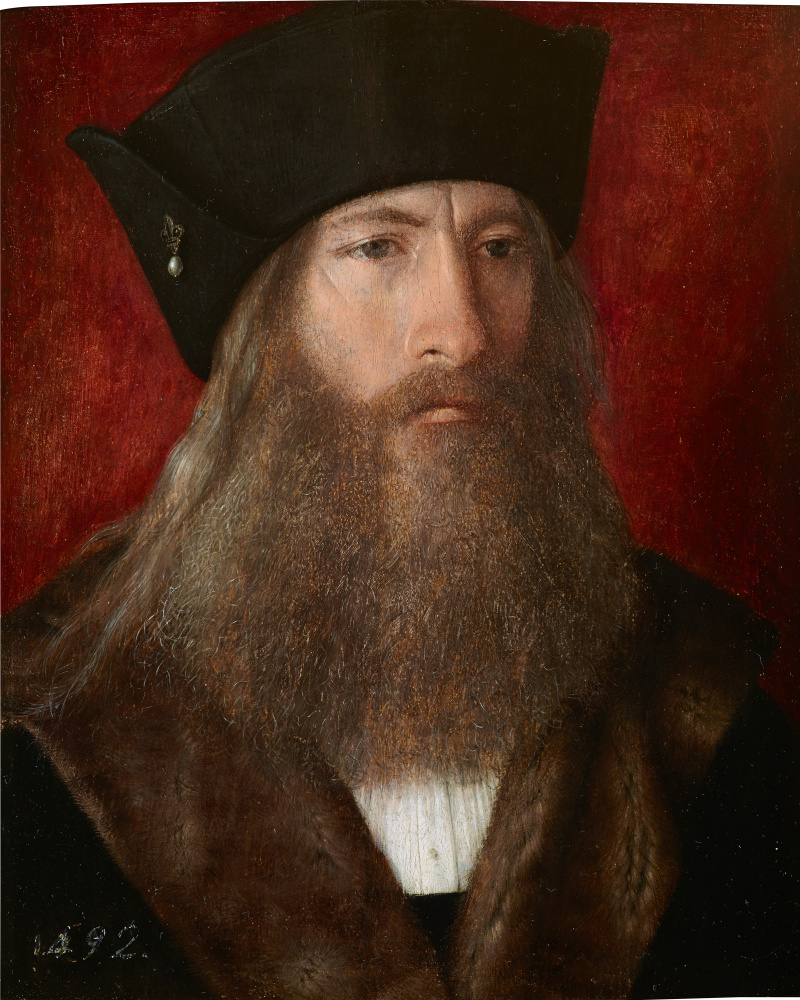
El hombre de la perla, hacia 1517, Galería de las Colecciones Reales, Madrid.
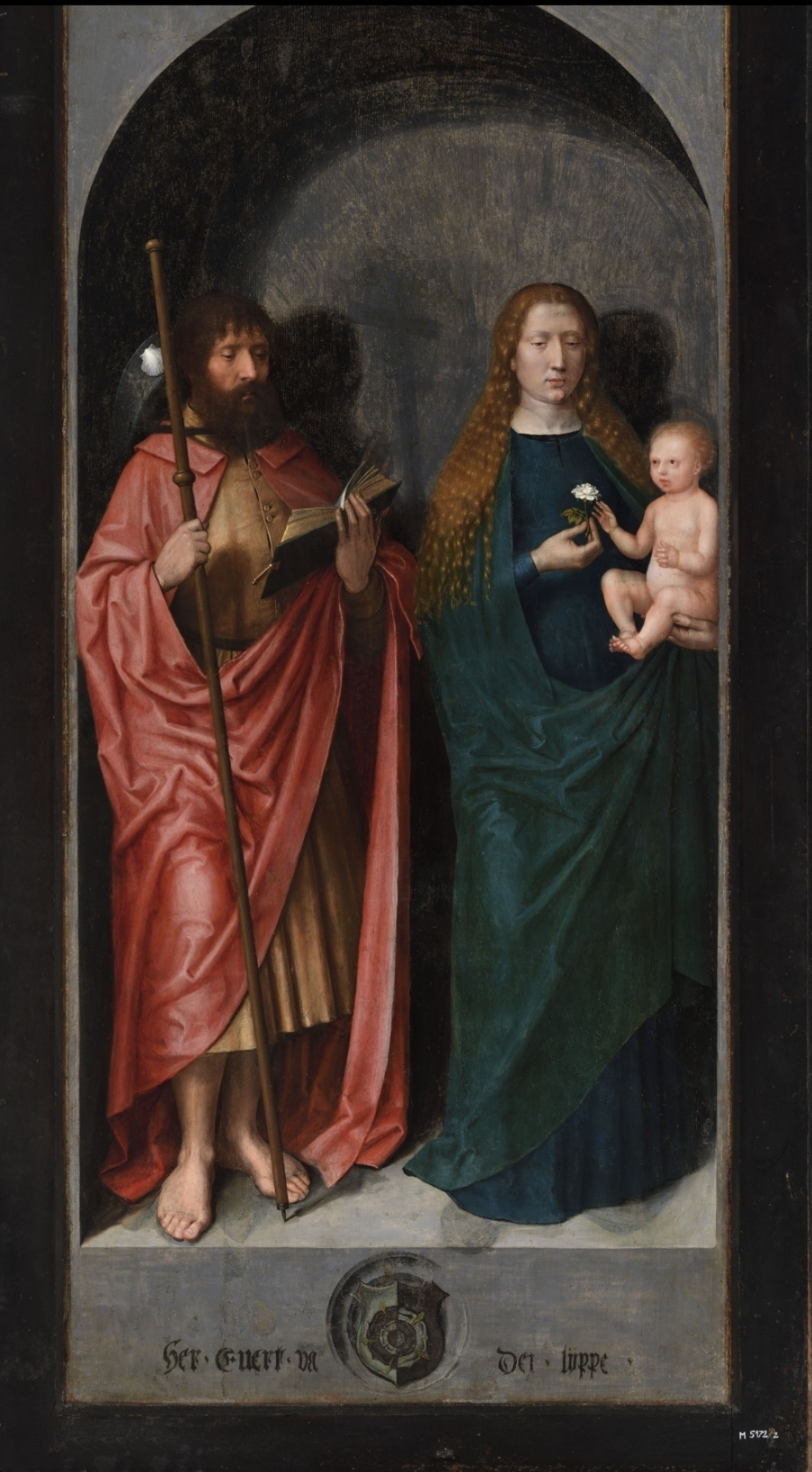
Santiago el Mayor y Virgen con Niño, hacia 1520, Eesti Kunstimuuseum (sede Niguliste kirik), Tallin.
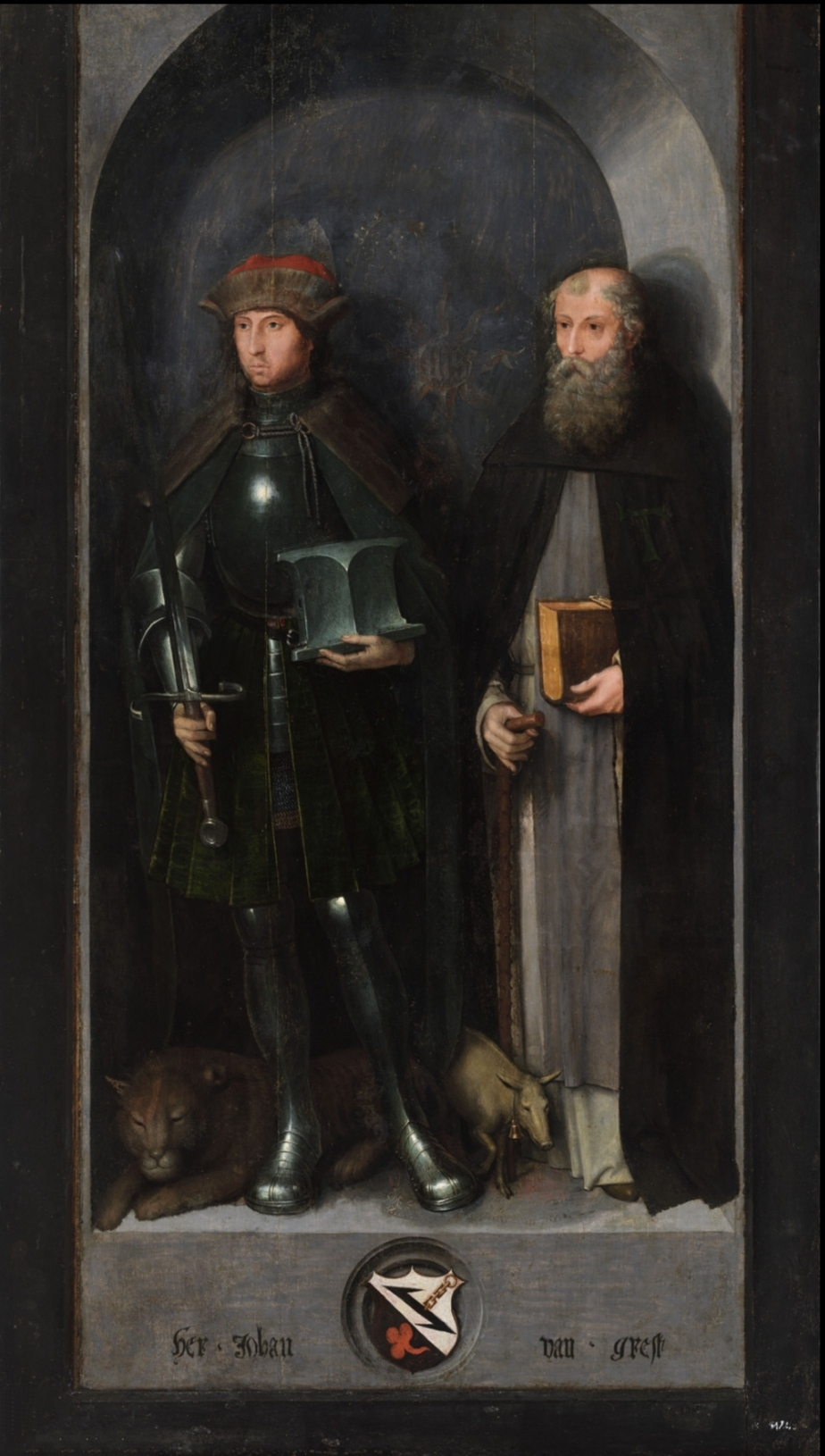
San Adrián y San Antonio, hacia 1520,  Eesti Kunstimuuseum (sede Niguliste kirik), Tallin.

## Ficción
Michael Sittow es el personaje principal de una novela histórica del estonio Jaan Kross Neli monoloogi Püha Jüri asjus ("Cuatro Monólogos sobre San Jorge", 1970). El libro está escrito con la forma de una investigación judicial, y explora los temas de la nacionalidad, el exilio político y la asimilación cultural.